# ASL Sport Guyanais
ASL Sport Guyanais (oficialmente, L'Association Sportive et Littéraire Le Sport Guyanais), era um time de futebol da Guiana Francesa.
A Guyanese Sport foi fundada em Cayenne em 1912 por Romuald Théolade e Camille Lafontaine. O clube também possui seções de atletismo, basquete e vôlei.
O clube venceu a Divisão Honorária da Guiana pela primeira vez em 1964 e, em seguida, se destacou por vencer a competição 7 vezes consecutivas de 1966 a 1972, e também pela última vez em 1986. O clube também perdeu uma Copa da Guiana final em 1965 contra AJ Saint-Georges antes de vencê-lo em 1987 e 1988.

## Títulos
- (9 vezes) Campeonato Nacional da Guiana Francesa.[1]
- Vice da Liga dos Campeões da Concacaf 1984.